# Cause di giustificazione
Causa di giustificazione (indicata anche come scriminante, o esimente) è una locuzione che, nell'ordinamento giuridico italiano, identifica ipotesi in cui il soggetto che possa commettere atti sanzionati dalla legge sia appunto giustificato poiché la loro attuazione è stata dovuta alla tutela di interesse sociale o per difendere o rivendicare un diritto di tale importanza da prevalere sull'illegittimità del fatto.
In particolare, sono previste da particolari norme del codice penale italiano.

## Normativa
Sono cause di giustificazione espressamente previste dal codice penale:
1. Consenso dell'avente diritto: l'art. 50 c.p. stabilisce che non è punibile chi lede o pone in pericolo un diritto, col consenso della persona che può validamente disporne.
2. Esercizio di un diritto: l'art. 51 c.p. considera non punibile colui che abbia realizzato una condotta astrattamente sussumibile in una fattispecie di reato esercitando una facoltà riconosciutagli dall'ordinamento giuridico nel suo complesso.
3. Adempimento di un dovere: a norma dell'art.51 c.p. è esclusa la punibilità qualora una condotta astrattamente prevista come reato sia realizzata in adempimento di un dovere imposto da una norma giuridica o da un ordine legittimo della pubblica Autorità.
4. Legittima difesa: prevista dall'art. 52 c.p.secondo cui "non è punibile chi ha commesso il fatto per esservi stato costretto dalla necessità di difendere un diritto proprio o altrui contro il pericolo attuale di un'offesa ingiusta, sempre che la difesa sia proporzionata all'offesa".
5. Uso legittimo delle armi: ai sensi dell'art. 53 c.p. questa causa di giustificazione si riferisce al pubblico ufficiale che al fine di adempiere un dovere del proprio ufficio fa uso ovvero ordina di far uso delle armi o di altro mezzo di coazione fisica, quando vi è costretto dalla necessità di respingere una violenza o di vincere una resistenza nei confronti della autorità pubblica.
6. Stato di necessità: secondo l'art. 54 secondo cui "non è punibile chi ha commesso il fatto per esservi stato costretto dalla necessità di salvare sé o altri dal pericolo attuale di un danno grave alla persona, pericolo da lui non volontariamente causato, né altrimenti evitabile, sempre che il fatto sia proporzionato al pericolo".

Accanto alle previsioni codicistiche vi sono infine le "garanzie funzionali", ovvero particolari ipotesi previste per operatori specificatamente individuati dalla legge 3 agosto 2007, n. 124 riguardo al principio della tutela della sicurezza nazionale.

## Analisi
L'istituto dipende sovente da un potere attribuito dal diritto o in altri casi da un dovere, che, a maggior ragione, esclude l'illiceità dell'atto. La ragione per cui atti che in astratto costituirebbero reato sono invece giustificati è la mancanza di danno sociale degli atti stessi.
Il codice penale tuttavia non utilizza mai l'espressione tecnica cause di giustificazione, di matrice dottrinale, e preferisce parlare più genericamente di circostanze che escludono la pena, ampia categoria che ha finito per ricomprendere tutte le situazioni in presenza delle quali il codice qualifica un determinato soggetto non punibile: cause di giustificazione, cause di esclusione della colpevolezza, cause di non punibilità in senso stretto.
Secondo i sostenitori della concezione tripartita del reato (dottrina maggioritaria), la presenza di una causa di giustificazione esclude l'antigiuridicità del fatto, cioè il suo rapporto di contraddizione con l'intero ordinamento giuridico.

Non sarebbe razionale che il legislatore minacciasse da un lato l'utilizzo della pena tramite la norma penale e dall'altro obbligasse (minacciando a sua volta una pena in caso di mancanza) o lasciasse libero il cittadino di agire in quel modo.
Secondo i sostenitori della concezione bipartita del reato (giurisprudenza maggioritaria), invece, le cause di giustificazione rappresentano elementi negativi del fatto, la cui esistenza esclude la configurabilità della fattispecie di reato, con relativa formula assolutoria ex art.530 c.p.p. "perché il fatto non sussiste". Di conseguenza affinché, viceversa, sia configurabile la colpevolezza del reo, non è necessario che questo, all'atto della consumazione del reato, si rappresenti la mancanza della causa di giustificazione, ma è sufficiente che essa oggettivamente manchi, e ciò trova conferma con quanto disposto in tema di imputabilità delle circostanze del reato all'art. 59 c.p.
In dottrina si discute se lo stato di necessità integri una causa di giustificazione o una scusante.

## Caratteristiche generali

### Efficacia e applicabilità
Le cause di giustificazione hanno una efficacia universale, cioè escludono qualunque tipo di sanzione in qualunque parte dell'ordinamento (responsabilità civile, penale, amministrativa ecc.). Il fatto penalmente rilevante, coperto da una causa di giustificazione, diviene lecito in ogni settore del diritto.
Le norme che prevedono cause di giustificazione non sono norme penali: non sono quindi sottoposte alla riserva di legge ex art 25 Cost. né al divieto di analogia ex art 14 preleggi.
Poiché non sono neppure norme eccezionali, è possibile applicare ad esse per analogia: le cause di giustificazione sono conformi ai principi generali dell'ordinamento e sono espressione del principio di razionalità della legge. L'art 59 del codice penale prevede che le cause di giustificazione si applichino al reo "anche se da lui non conosciute o per errore ritenute inesistenti". Hanno perciò valenza oggettiva, a prescindere dalle conoscenze e dal fine perseguito dall'agente: in presenza di una causa di giustificazione, un fatto diviene lecito anche se si perseguono fini illeciti.

Le cause di giustificazione escludono la sanzionabilità anche del fatto dei concorrenti, poiché il fatto commesso è ritenuto lecito dall'ordinamento. Prevede infatti l'art 119 comma 2 del codice penale "le circostanze che escludono la pena hanno effetto per tutti coloro che sono concorsi nel reato".
A tale regola fanno eccezione le cd. cause di giustificazione personali, cioè quelle riferite solamente ad alcune categorie di soggetti (p.e. l'uso legittimo delle armi ex art 53 c.p. si applica solo ai pubblici ufficiali).

### Erronea supposizione ed errore
L'art 59 del codice penale al quarto comma prevede che "se l'agente ritiene per errore che esistano circostanze di esclusione della pena, queste sono sempre valutate a favore di lui. Tuttavia, se si tratta di errore determinato da colpa, la punibilità non è esclusa, quando il fatto è preveduto dalla legge come delitto colposo."
L'art. 55 prevede invece che "Quando, nel commettere alcuno dei fatti preveduti dagli articoli 51, 52, 53 e 54,(cioè le cause di giustificazione) si eccedono colposamente i limiti stabiliti dalla legge o dall'ordine dell'Autorità ovvero imposti dalla necessità, si applicano le disposizioni concernenti i delitti colposi, se il fatto è preveduto dalla legge come delitto colposo."

Se cioè l'eccesso nelle cause di giustificazione è colposo (dovuto cioè a negligenza, imprudenza o imperizia o a violazione di norme, regolamenti, ordini o discipline) il fatto sarà punibile solo come delitto colposo. La colpa può essere presente sia nella valutazione della situazione scriminante sia nella fase esecutiva della condotta, non invece la norma che contiene la causa di giustificazione (vedi errore inescusabile sulla legge penale).

Se invece l'eccesso è volontario (doloso), la 'causa di giustificazione' non avrà nessun effetto sull'agente. Infine se l'eccesso è incolpevole l'agente non sarà punibile a nessun titolo.